# Peter Jacob Hjelm
Peter Jacob Hjelm (Sunnerbo Harad, Småland, Suècia 2 d'octubre de 1746 - Estocolm, Suècia, 7 d'octubre de 1813), va ser un químic industrial, mineralogista i metal·lúrgic suec i la primera persona a aïllar l'element químic molibdè en 1781, quatre anys després del seu descobriment.

## Vida
Després dels seus estudis a la Universitat d'Uppsala va rebre el doctorat. Es va convertir en professor a l'Acadèmia de Mineria i en 1782 es va convertir en cap de la Reial Casa de la Moneda. Des de 1784 va ser membre de la Reial Acadèmia Sueca de Ciències. Va aïllar el molibdè pur. El seu últim treball el va ocupar en el laboratori del Ministeri de Mineria.